# Camino al amor
Camino al amor è una telenovela argentina andata in onda dal 26 maggio 2014 al 22 dicembre 2014 sul canale Telefe.

## Trama
Rocco Colucci (Sebastián Estevanez) è un argentino che vive in Messico, dove ha un'attività di turismo "Rocco Turismo" nell'hotel Paradisus Cancún. Sposa Guadalupe (Sofía Reca), donna misteriosa e dal passato oscuro. Un giorno Rocco riceve dalla sorella Gina (Sol Estevanez) una telefonata: suo padre Armando (Rodolfo Bebán) ha avuto un infarto. La relazione tra Rocco e suo padre non è mai stata facile: Rocco lo incolpa della morte della madre, suicidatasi dopo aver scoperto la relazione del marito con Lili (Silvia Kutika), una donna giovane ed affascinante; da questa relazione è nato anche un figlio, Vitto (Mariano Martínez). Tornato a Buenos Aires con la moglie, Rocco incontra il suo grande amore, Malena Menéndez (Carina Zampini), la nipote di Lili, che aveva lasciato sospettando che fosse coinvolta nella relazione adulterina del padre. Malena, nel frattempo, si è sposata con Fernando (Matías Desiderio) , dal quale ha avuto un figlio di nome Tomas, ma l'uomo l'ha lasciata da otto mesi a causa di alcuni debiti di gioco. 
Parallelamente viene narrata la storia di Vitto, trentenne simpatico e donnaiolo. Dopo un grave incidente, Vitto incontrerà Pia (María Eugenia Suárez), giovane di alta classe indipendente e ribelle, che vive da tempo una difficile relazione con i genitori. I due si innamoreranno a prima vista ed inizieranno una tormentata storia d'amore. 
L'amore, che è per l'appunto l'argomento principale della serie, colpirà anche Gina ed Angel (Juan Darthes). La loro storia è probabilmente la più complicata: i due scoprono di essere fratelli.

## Cast
- Sebastián Estevanez - Rocco Colucci
- Mariano Martínez - Vitto Colucci
- Juan Darthés - Ángel Rossi / Colucci
- Carina Zampini - Malena Menéndez
- María Eugenia Suárez - Pía Arriaga
- Sol Estevanez - Gina Colucci / Levin
- Betiana Blum - Amanda Rossi
- Silvia Kutika - Liliana "Lili" Suárez
- Sofía Reca - Guadalupe "Lupe" Alcorta
- Rodolfo Bebán - Armando Colucci
- Tina Serrano - Nelly Menéndez
- Hector Calori - Benjamín Levin
- Roberto Vallejos - Camilo Guevara
- Eva De Dominici - Valentina Rossi / Colucci
- Pablo Martínez - Polo Gaetán
- Matías Desiderio - Fernando Aguirre
- Josefina Scaglione - Florencia Ríos
- Mariano Argento - Alfonso Arriaga
- Hernán Estevanez - El Mencho
- Fernanda Metilli - Marilina
- Alejandro Porro - Tomás Aguirre
- Narella Clausen - Wendy Nieves
- Martina Gusmán - Vanesa De La Guarda
- Raúl Taibo - Agustín De La Guarda
- Leticia Brédice - Guillermina Dubois
- Esteban Prol - Pedro Oberti
- Adrián Navarro - Manuel
- Fabio Di Tomaso - Bautista
- Lucas Velasco - Gabriel "Gabo" Sánchez
- Chachi Telescto - Juliana "Chuni" Mendoza
- Naim Sibara - Delirio
- Pepe Novoa - Montesino
- Valentina Godfrid - Cinthia